# Harvey Picker
Harvey Picker (* 8. Dezember 1915 in New York City; † 22. März 2008 in Camden, Maine) war ein amerikanischer Geschäftsmann, Lehrer, Erfinder und Philanthrop. 1987 gründete er das gemeinnützige Picker Institute in Boston, USA, mit dem Ziel die patientenzentrierte Gesundheitsversorgung zu fördern.

## Leben
Nach seinem Studienabschluss an der Harvard Business School, im Jahr 1938, stieg Picker in das Unternehmen seines Vaters ein. Der Röntgengeräthersteller Picker X-Ray wurde 1918 von James Picker gegründet und 1981 von General Electrics Co. Ltd. übernommen. Harvey Picker blieb bis 1971 bei Picker X-Ray und trug maßgeblich zum Unternehmenserfolg bei, indem er unter anderem Medizintechnik für die Strahlentherapie sowie für die Ultraschalldiagnostik entwickelte.
Von 1972 bis 1982 widmete sich Picker einem Lehrauftrag an der Columbia University, um sein Wissen im Bereich der internationalen Unternehmensführung zu verbreiten.
Jean Picker, Pickers Frau, spielte eine zentrale und die wohl bedeutendste Rolle in seinem privaten als auch beruflichen Leben. Sie beeinflusste seine Wahrnehmung, Haltung und Dedikation, nicht zuletzt durch ihre schwere, infektiöse und unheilbare Krankheit, der sie 1990 erlag.
Während er die langjährige Krankenbehandlung seiner Frau miterlebte, wuchs Pickers soziales Interesse an einem intensiveren Einbezug der Patientenperspektive in den Behandlungsprozess. Um die patientenzentrierte Versorgung voranzutreiben, gründete Picker zusammen mit seiner Frau 1987 das Picker Institute in Camden, USA.
Das Institut entwickelte den ersten Fragebogen zur systematischen Messung der Patientenzufriedenheit in Krankenhäusern. Picker Befragungen wurden fortan zum Standardmaß für die Erhebung der Patientenzufriedenheit weltweit. 1994 übernahm Picker selbst die Geschäftsführung und blieb im Institut bis kurz vor seinem Tode tätig.
1998 wurden mit dem Picker Institute Europe Niederlassungen in Deutschland, Großbritannien und der Schweiz gegründet.
Seine Freizeit verbrachte Picker gerne mit seiner Frau beim Segeln an der Ostküste Amerikas. Das größte Vergnügen war es für ihn, laut eigener Aussage, Menschen durch Lehre zu etwas zu befähigen, das sie im Leben weiterbringt.